# Cyathodium tuberculatum
Cyathodium tuberculatum là một loài rêu trong họ Targioniaceae. Loài này được Udar & D.K. Singh mô tả khoa học đầu tiên năm 1976.